# Isotopômero
Um isotopômero ou isômero isotópico são isômeros com átomos isotópico, tendo o mesmo número de cada isótopo de cada elemento, mas diferindo em suas posições. O resultado é que as moléculas são isômeros constitucionais ou estereoisômeros somente com base na localização isotópica. Por exemplo, CH3CHDCH3 e CH3CH2CH2D são um par de isotopômeros constitucionais de propano. (R)- e (S)-CH3CHDOH ou (Z)- e (E)-CH3CH=CHD são exemplos de estereoisômeros isotópicos de etanol e de propeno, respectivamente.
O termo isotopômero foi primeiro proposto por Seeman e Paine em 1992 para distinguir isômeros isotópicos de isotopólogos (homólogos isotópicos).

## RMN-13C
Em espectroscopia por ressonância magnética nuclear, o altamente abundante isótopo 12C não produz nenhum sinal, enquanto o isótopo relativamente raro 13C é facilmente detectado. Como resultado, os isotopômeros de carbono de um composto podem ser estudados por RMN de carbono-13 para aprender sobre os diferentes átomos de carbono na estrutura. Cada estrutura individual que contém um único isótopo 13C fornece dados sobre a estrutura em sua vizinhança imediata. Uma grande amostra de um produto químico contém uma mistura de todos esses isotopômeros, portanto, um único espectro da amostra contém dados sobre todos os carbonos contidos nele. Quase todo o carbono em amostras normais de produtos químicos à base de carbono é 12C, com somente aproximadamente 1% abundância de 13C, portanto, há apenas cerca de 1% de abundância do total de isotopólogos substituídos individualmente,e quantidades exponencialmente menores de estruturas com dois ou mais 13C nelas. O raro caso em que dois átomos de carbono adjacentes em uma única estrutura são ambos 13C causa um efeito de acoplamento detectável entre eles, bem como sinais para cada um. O método de correlação experimental INADEQUATE (incredible natural-abundance double-quantum transfer experiment, incrível experimento de abundância natural de transferência quântica dupla), de espectroscopia de ressonância magnética nuclear bidimensional, usa esse efeito para fornecer evidências de que átomos de carbono em uma estrutura estão ligados um ao outro, o que pode ser útil para determinar a estrutura real de um produto químico desconhecido.